# Symphonie no 7 de Prokofiev
Pour les articles homonymes, voir Symphonie no 7.
La Symphonie no 7 en do dièse mineur opus 131 (1952) est l’ultime symphonie de Sergueï Prokofiev. 
C’est une de ses œuvres les plus lyriques et les plus mélodieuses. La texture orchestrale est très allégée par rapport aux cinq symphonies précédentes et l'écriture harmonique et rythmique est d'une plus grande simplicité. Tant la relative modestie des forces instrumentales que l’accessibilité du langage musical en font une œuvre propre à être jouée par les orchestres de jeunes - elle fut d’ailleurs écrite en partie dans cette intention. Il se dégage de cette partition un charme féerique et une nostalgie qui en font le digne testament artistique d’un compositeur revenu tant de l'orgueil de sa jeunesse parisienne (Deuxième symphonie) que de ses élans de patriotisme soviétique (Cinquième symphonie). La coda du dernier mouvement, la plus longue que Prokofiev ait écrite, constitue un véritable adieu à la musique, suivi d’un dernier sursaut facétieux rappelant que l’Art continue.

## Structure
L’œuvre est en quatre mouvements : 
1. Moderato
2. Allegretto — Allegro
3. Andante espressivo
4. Vivace — Moderato marcato

## Fiche technique
- Titre : Symphonie no 7 en ut dièse mineur, op. 131
- Composition : 1951-1952
- Création : 11 octobre 1952 à Moscou, sous la direction de Samuel Samossoud
- Durée : 35 minutes

### Orchestration
| Instrumentation de la Symphonie no 7                                                                   |
| Cordes                                                                                                 |
| premiers violons, seconds violons, altos, violoncelles, contrebasses, harpe                            |
| Bois                                                                                                   |
| 1 piccolo, 2 flûtes, 2 hautbois, cor anglais, 2 clarinettes (si bémol), 1 clarinette basse, 2 bassons, |
| Cuivres                                                                                                |
| 4 cors, 3 trompettes, 3 trombones, 1 tuba                                                              |
| Clavier                                                                                                |
| 1 piano, 1 glockenspiel, 1 xylophone                                                                   |
| Percussion                                                                                             |
| timbales, triangle, tambourin, caisse claire, cymbales, grosse caisse, wood-blocks                     |

## Histoire

### Création et réception
La création fut l'occasion de la dernière apparition en public du compositeur, qui meurt quelques mois plus tard. Prokofiev reçoit en 1957 (à titre posthume) le Prix Lénine pour sa septième symphonie.

## Analyse

### Moderato
Environ 9 minutes - une sérénité apparente et une transparence qui font penser à Jean Sibelius.

### Allegretto — Allegro
Environ 8 minutes - le mouvement le plus grinçant de la symphonie, portant quelques échos lointains du second mouvement de la Cinquième.

### Andante espressivo
Environ 5 minutes - une jolie cantilène sur fond d’arpèges qui n'est pas sans rappeler le Deuxième concerto pour violon.

### Vivace — Moderato marcato
Environ 9 minutes - la dernière manifestation du style « endiablé » du compositeur, mais sur un mode plus primesautier que sarcastique.